# سفارة غينيا في لندن
سفارة غينيا في لندن هي البعثة الدبلوماسية لغينيا في المملكة المتحدة.
كانت تقع سابقًا في (Belsize Business Center)، وهو مبنى مكاتب متعدد الاستخدامات في كيلبورن.

## صالة عرض

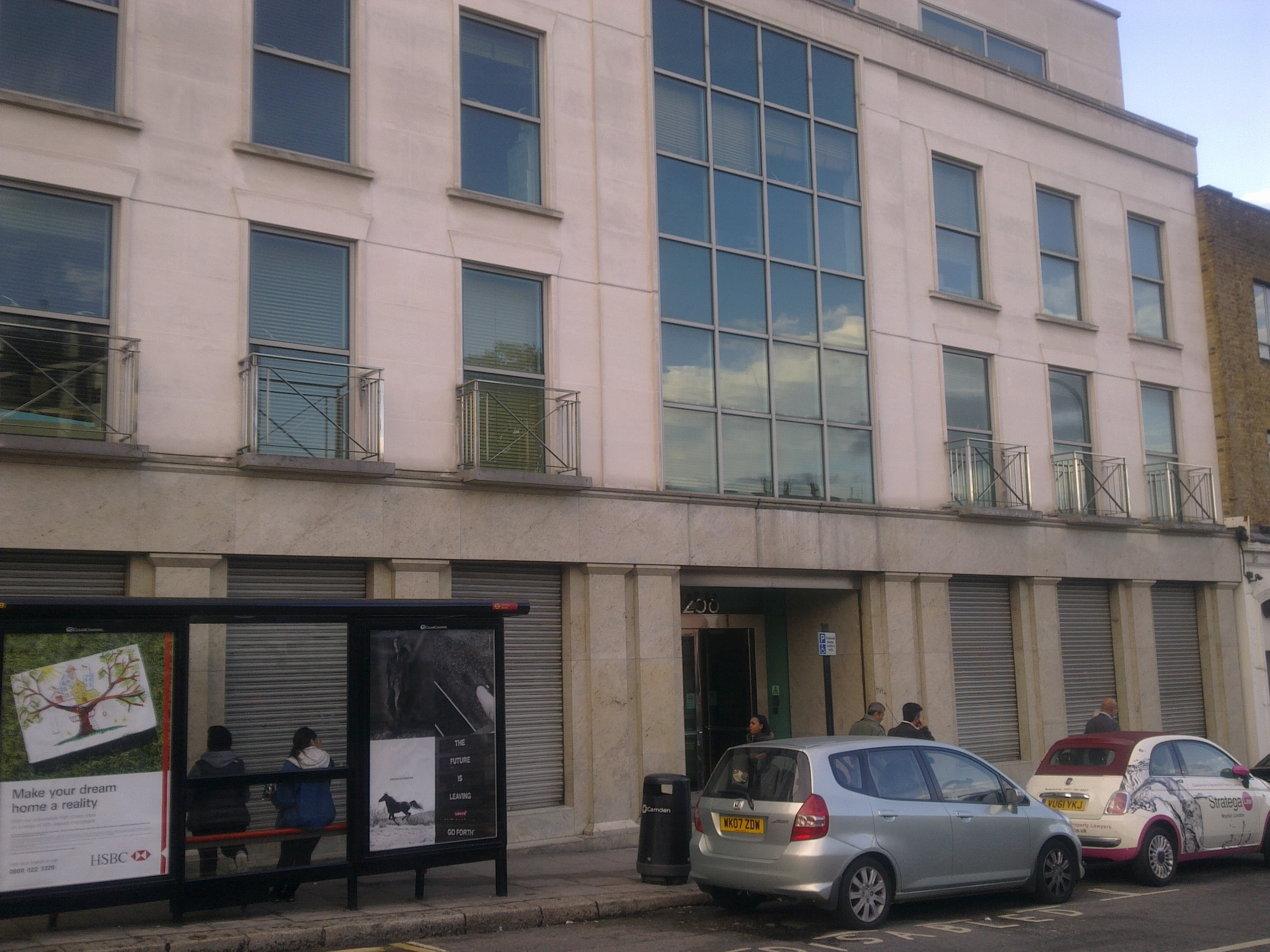
مبنى السفارة القديم في كيلبورن

## روابط خارجية
- سفارة غينيا في لندن